# Timo Scheider

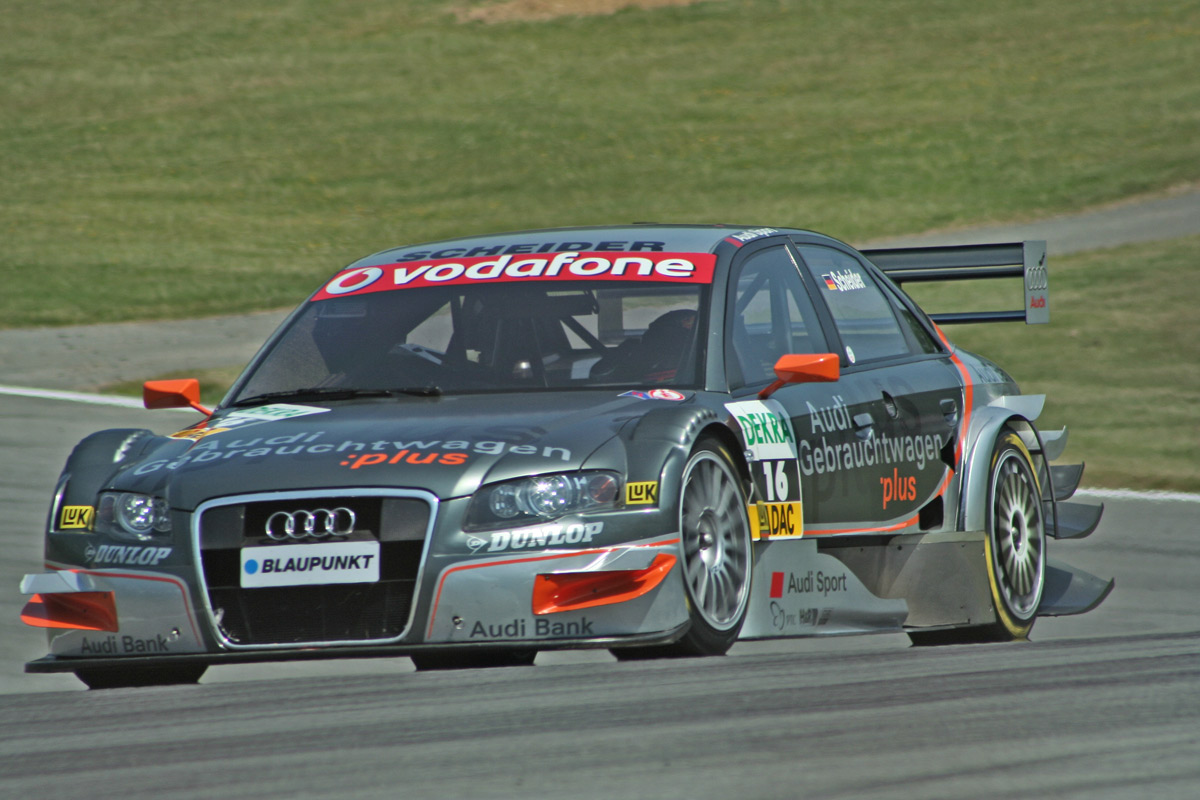
Audi A4 de Timo Scheider en la fecha de Brands Hatch del DTM en 2006.

Timo Scheider (Lahnstein, República Federal de Alemania; 10 de noviembre de 1978) es un piloto de automovilismo alemán que compitió en turismos. Fue piloto de Opel y Audi, con el cual obtuvo siete victorias en el Deutsche Tourenwagen Masters y dos títulos en 2008 y 2009. También obtuvo éxitos en gran turismos de resistencia: ganó las 24 Horas de Spa de 2005 y 2011 y las 24 Horas de Nürburgring de 2003.

## Inicios y primera etapa en el DTM (1989-2003)
Scheider se inició en el karting en el año 1989, y se llevó el Campeonato Alemán de Karting Junior en 1994. En 1995 pasó a correr en monoplazas y se llevó el título de la Fórmula Renault 1800 Alemana; el año siguiente fue cuarto en la Fórmula Renault 2000 Alemana. Desde 1997 hasta 1999, Scheider compitió en la Fórmula 3 Alemana, donde finalizó segundo, séptimo y sexto con varias victorias. Esos años también disputó el Masters de Fórmula 3; su mejor resultado fue octavo en 1998.
Scheider abandonó los monoplazas y se incorporó al renacido Deutsche Tourenwagen Masters. Al volante de un Opel Astra, finalizó 12.º con dos cuartos puestos y un quinto. En 2001 tuvo únicamente dos arribos en zona de puntos y concluyó 19.º en el campeonato. Scheider cosechó un cuarto puesto, tres quintos y un sexto en 2002, de manera que terminó octavo. Los dos siguientes años fueron similares: terminó octavo en el torneo sin subir nunca al podio. Por otra parte, ganó las 24 Horas de Nürburgring de 2003 con un Opel Astra oficial de Phoenix.

## FIA GT y retorno al DTM (2005-2006)
Opel pasó de tener siete automóviles a cuatro en 2005, y Scheider quedó fuera del certamen. Recaló en el Campeonato FIA GT, donde reemplazó a Uwe Alzen como compañero de butaca de Michael Bartels en el equipo Vitaphone. Con su Maserati MC12 de la clase GT1, Ese año ganó dos carreras, entre ellas las 24 Horas de Spa con Eric van de Poele como tercer piloto, y siete podios en once fechas. Terminó subcampeón de pilotos empatado con Bartels y Vitaphone ganó el título de equipos. Por otra parte, entre septiembre de 2005 y marzo de 2006 retornó a los monoplazas al disputar siete fechas del A1 Grand Prix para la selección alemana. Allí, sus mejores resultados en carreras largas fueron un segundo y un quinto lugar.
De la mano del equipo Rosberg, Scheider retornó al Deutsche Tourenwagen Masters en 2006. Con un Audi A4, finalizó décimo en el campeonato y segundo entre los competidores con automóviles desactualizados. Ese mismo año compitió en las 24 Horas de Spa para el equipo AF Corse en una Ferrari F430, finalizando sexto absoluto y ganador en la clase GT2.

## Piloto oficial de Audi (2007-2016)
En 2007 se unió al equipo Abt, el equipo oficial de Audi en el DTM. Ese año logró su primer podio, un segundo lugar en la fecha final, el cual combinado con tres cuartas colocaciones y una quinta le permitieron terminar séptimo en el campeonato. Scheider consiguió ocho podios en 2008: tres victorias, cuatro segundos lugares y un tercero. De esa manera, venció al británico Paul di Resta de Mercedes-Benz en la última fecha y ganó el campeonato, tras lo cual el ADAC lo nombró Deportista del Motor del Año. En 2009, el alemán se recuperó de una descalificación, y repitió el título con dos triunfos y cuatro segundos puestos frente al británico Gary Paffett, también de Mercedes.
En un año dominado por Mercedes, Scheider rescató un triunfo y cuatro podios adicionales en 2010 y terminó cuarto como mejor piloto de Audi. Asimismo, llegó tercero en la clase GT2 de las 24 Horas de Le Mans con un Porsche 911 del equipo BMS Scuderia Italia. En la temporada 2011, el alemán quedó cuarto en el campeonato con 36 puntos, con un podio. Por otra parte, ganó las 24 horas de Spa de 2011 con un Audi R8 del equipo WRT, acompañado de Greg Franchi y su compañero de equipo en el DTM Mattias Ekström, y llegó quinto absoluto y tercero en la clase GT3 de las 24 Horas de Nürburgring con un Audi R8 de Abt, esta vez junto a Ekström, Marco Werner y Christian Abt. 
En el DTM 2012, Scheider finalizó en zona de puntos en apenas cuatro carreras de diez, con dos sextos puestos como mejores resultados. Así, quedó relegado al 14.º puesto final, su peor actuación en una década.
El alemán consiguió un tercer puesto, un quinto, un sexto y dos novenos en el DTM 2013. Por tanto, concluyó el año en la décima posición de campeonato.
Luego de siete temporadas con el equipo Abt, Scheider fichó por el equipo Phoenix para la temporada 2014 del DTM, manteniendo su relación con la marca Audi. Consiguió un tercer puesto, un quinto y un sexto, por lo que terminó noveno en el campeonato.
Scheider obtuvo una victoria, un cuarto puesto, un quinto y un octavo como únicos resultados puntuables en el DTM 2015, por lo que se ubicó 18.º en el campeonato. Por otra parte, 
En el DTM 2016, Scheider obtuvo un sexto puesto, dos novenos y un décimo como únicos resultados puntuables en 18 carreras, de modo que finalizó 22.º en el campeonato de pilotos. Audi no renovó su contrato para la temporada 2017, por lo que abandonó la categoría.

## Rallycross
Scheider participó en la cita de Barcelona del Campeonato Mundial de Rallycross 2015 con un Audi S3 del equipo Münnich Motorsport. En 2016, disputó tres fechas para Münnich con un SEAT Ibiza, resultando cuarto en Argentina.
El alemán fue contratado como piloto titular del equipo de Max Pucher MJP Team Austria para disputar el Campeonato Mundial de Rallycross 2017 con un Ford Fiesta acompañando a Kevin Eriksson.

## Resultados

### 24 Horas de Le Mans
| Año  | Team                | Copilotos                      | Auto                | Clase | Vueltas | Pos. | Pos. Clase |
| ---- | ------------------- | ------------------------------ | ------------------- | ----- | ------- | ---- | ---------- |
| 2010 | BMS Scuderia Italia | Marco Holzer Richard Westbrook | Porsche 997 GT3-RSR | GT2   | 327     | 14.º | 3º         |

### Campeonato Mundial de Rallycross

#### Supercar
| Año  | Equipo                          | Auto        | 1     | 2      | 3     | 4      | 5      | 6      | 7      | 8      | 9      | 10     | 11     | 12     | 13  | Pos. | Pts. |
| ---- | ------------------------------- | ----------- | ----- | ------ | ----- | ------ | ------ | ------ | ------ | ------ | ------ | ------ | ------ | ------ | --- | ---- | ---- |
| 2015 | All-Inkl.com Münnich Motorsport | Audi S3     | POR   | HOC    | BEL   | GBR    | GER    | SWE    | CAN    | NOR    | FRA    | BAR 16 | TUR    | ITA    | ARG | 34.º | 1    |
| 2016 | All-Inkl.com Münnich Motorsport | SEAT Ibiza  | POR   | HOC    | BEL   | GBR    | NOR    | SWE    | CAN    | FRA    | BAR 17 | LAT 7  | GER    | ARG 4  |     | 18.º | 25   |
| 2017 | MJP Racing Team Austria         | Ford Fiesta | BAR 2 | POR 15 | HOC 7 | BEL 11 | GBR    | NOR 12 | SWE 10 | CAN 12 | FRA 9  | LAT 15 | GER 15 | RSA 5  |     | 10.º | 109  |
| 2018 | All-Inkl.com Münnich Motorsport | SEAT Ibiza  | BAR   | POR    | BEL   | GBR    | NOR    | SWE 17 | CAN    | FRA 25 | LAT 13 | USA    | GER    | RSA 10 |     | 18.º | 13   |
| 2019 | All-Inkl.com Münnich Motorsport | SEAT Ibiza  | ABU 6 | BAR 12 | BEL 9 | GBR 4  | NOR 9  | SWE 23 | CAN 10 | FRA 8  | LAT 11 | RSA 6  |        |        |     | 9.º  | 109  |
| 2020 | All-Inkl.com Münnich Motorsport | SEAT Ibiza  | SWE 3 | SWE 4  | FIN 5 | FIN 9  | LAT 12 | LAT 10 | BAR 9  | BAR 9  |        |        |        |        |     | 8.º  | 92   |

- * Temporada en curso.

### Copa Mundial de Turismos
(Clave) (negrita indica pole position) (cursiva indica vuelta rápida)

| Año  | Equipo                          | Auto                         | 1   | 2   | 3   | 4   | 5   | 6   | 7   | 8   | 9   | 10  | 11  | 12  | 13  | 14  | 15  | 16  | 17  | 18  | 19  | 20  | 21  | 22  | 23  | 24  | 25  | 26  | 27  | 28  | 29  | 30  | Pos. | Pts. |
| ---- | ------------------------------- | ---------------------------- | --- | --- | --- | --- | --- | --- | --- | --- | --- | --- | --- | --- | --- | --- | --- | --- | --- | --- | --- | --- | --- | --- | --- | --- | --- | --- | --- | --- | --- | --- | ---- | ---- |
| 2018 |                                 |                              | MAR | MAR | MAR | HUN | HUN | HUN | ALE | ALE | ALE | NED | NED | NED | POR | POR | POR | SVK | SVK | SVK | CHN | CHN | CHN | CHW | CHW | CHW | JAP | JAP | JAP | MAC | MAC | MAC | 22°  | 24   |
| 2018 | ALL-INKL.COM Münnich Motorsport | Honda Civic Type-R TCR (FK8) |     |     |     |     |     |     |     |     |     |     |     |     |     |     |     |     |     |     | 11  | 19  | 11  | 19  | Ret | Ret | 19  | 16  | 13  | 8   | 2   | Ret | 22°  | 24   |